# Untersulzbach (Lehrberg)
Untersulzbach (fränkisch: Unda-sultsba) ist ein Gemeindeteil des Marktes Lehrberg im Landkreis Ansbach (Mittelfranken, Bayern). Untersulzbach liegt in der Gemarkung Obersulzbach.

## Geografie
Durch das Dorf fließt der Sulzbach, ein rechter Zufluss der Fränkischen Rezat. Unmittelbar östlich mündet der Kümmelbach als linker Zufluss in den Sulzbach. Nordwestlich liegt das Waldgebiet Kleiner Lenker und im Nordosten der Große Lenker mit dem Langen Berg (482 m ü. NHN) und im Süden liegt der Kapellenwald. Die Kreisstraße AN 2 führt nach Obersulzbach (1,7 km westlich) bzw. nach Birkach (0,8 km östlich). Eine Gemeindeverbindungsstraße führt nach Berndorf (1,3 km südwestlich).

## Geschichte
Der Ort wurde erstmals 1169 in einer Urkunde zusammen mit Obersulzbach als „in inferiori Sulzbach“ erwähnt. Der Ortsname leitet sich vom gleichlautenden Gewässernamen ab, der seinen Namen aufgrund seines Salzgehaltes bekommen hat.
Im 16-Punkte-Bericht des Oberamtes Ansbach von 1684 wurden für Untersulzbach neun Mannschaften verzeichnet. Grundherren waren das Hofkastenamt Ansbach (1 Hof, 1 Gut), das Stiftsamt Ansbach (4 Anwesen), das Herren von Crailsheim zu Rügland (2 Anwesen) und die Pfarrei Burgbernheim (1 Anwesen). Das Hochgericht übte das brandenburg-ansbachische Hofkastenamt Ansbach aus. Die Dorf- und Gemeindeherrschaft hatte das brandenburg-ansbachische Vogtamt Birkenfels.
Gegen Ende des 18. Jahrhunderts gab es in Untersulzbach 10 Anwesen. Das Hochgericht übte weiterhin das Hofkastenamt Ansbach aus. Die Dorf- und Gemeindeherrschaft hatte das Vogtamt Birkenfels. Grundherren waren das Fürstentum Ansbach (Hofkastenamt Ansbach: 1 Halbhof, 1 Köblergut; Stiftsamt Ansbach: 2 Halbhöfe, 1 Köblergut, 1 Gütlein, 1 Haus), das brandenburg-bayreuthische Schultheißenamt Markt Bergel (1 Halbhof) und das Rittergut Rügland (2 Köblergüter). Neben den Anwesen gab es noch kommunale Gebäude (Hirtenhaus, Brechhaus). Es gab zu dieser Zeit 12 Untertansfamilien, von denen 9 ansbachisch waren. Von 1797 bis 1808 unterstand der Ort dem Justiz- und Kammeramt Ansbach.
Im Rahmen des Gemeindeedikts wurde Untersulzbach dem 1808 gebildeten Steuerdistrikt Obersulzbach und der 1811 gegründeten Ruralgemeinde Obersulzbach zugeordnet. In der freiwilligen Gerichtsbarkeit unterstanden zwei Anwesen von 1820 bis 1848 dem Patrimonialgericht Rügland.
Im Zuge der Gebietsreform in Bayern wurde Untersulzbach am 1. Mai 1978 nach Lehrberg eingemeindet.

### Baudenkmal
- Haus Nr. 3: Eingeschossiges Fachwerk-Wohnstallhaus, Zwerchhaus, um 1840[15]

### Einwohnerentwicklung
| Jahr      | 001818 | 001840 | 001861 | 001871 | 001885 | 001900 | 001925 | 001950 | 001961 | 001970 | 001987 | 002008 |
| Einwohner | 60     | 59     | 64     | 72     | 71     | 55     | 65     | 84     | 59     | 50     | 31     | 42     |
| Häuser    | 15     | 15     |        |        | 12     | 12     | 13     | 12     | 12     |        | 13     |        |
| Quelle    | [ 17 ] | [ 18 ] | [ 19 ] | [ 20 ] | [ 21 ] | [ 22 ] | [ 23 ] | [ 24 ] | [ 25 ] | [ 26 ] | [ 27 ] | [ 1 ]  |

## Religion
Der Ort ist seit der Reformation evangelisch-lutherisch geprägt und bis heute nach St. Maria (Obersulzbach) gepfarrt. Die Einwohner römisch-katholischer Konfession sind nach St. Dionysius (Virnsberg) gepfarrt.